# Mengstraße 25

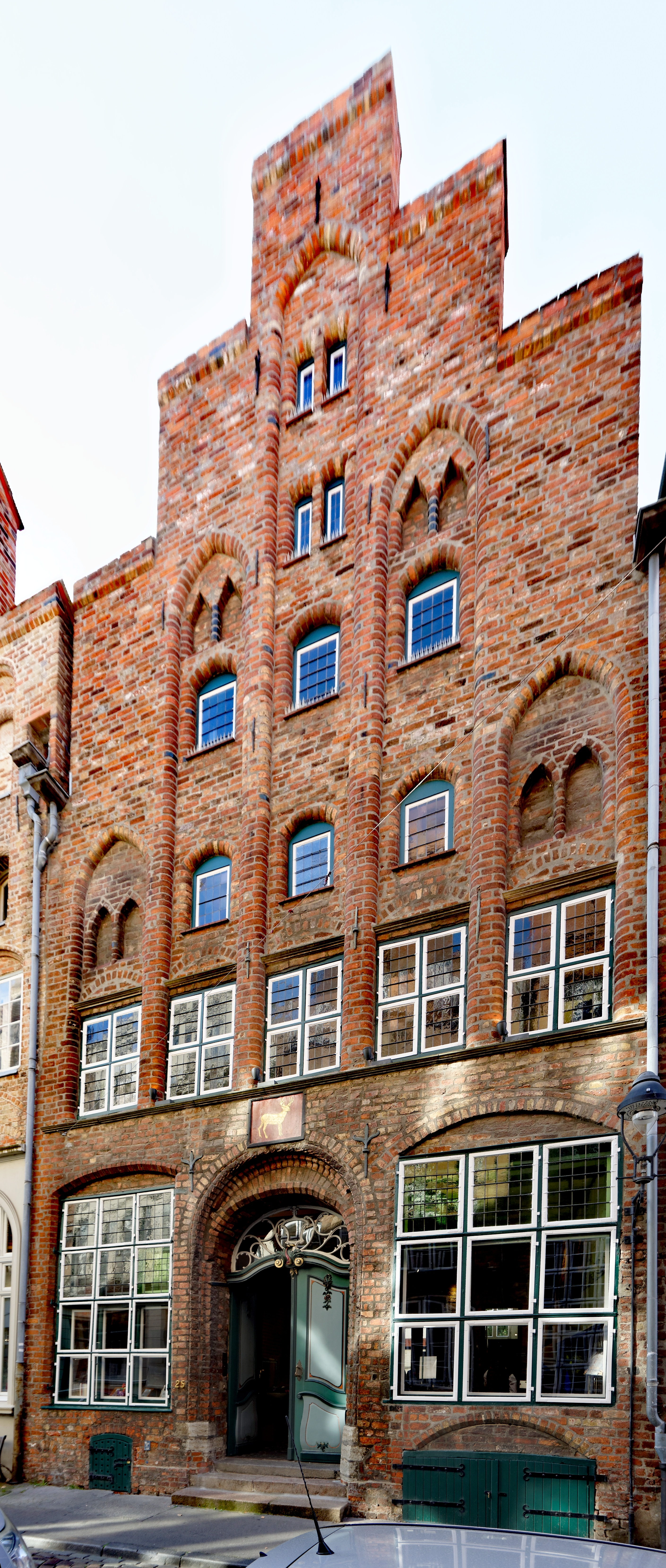
Mengstraße 25

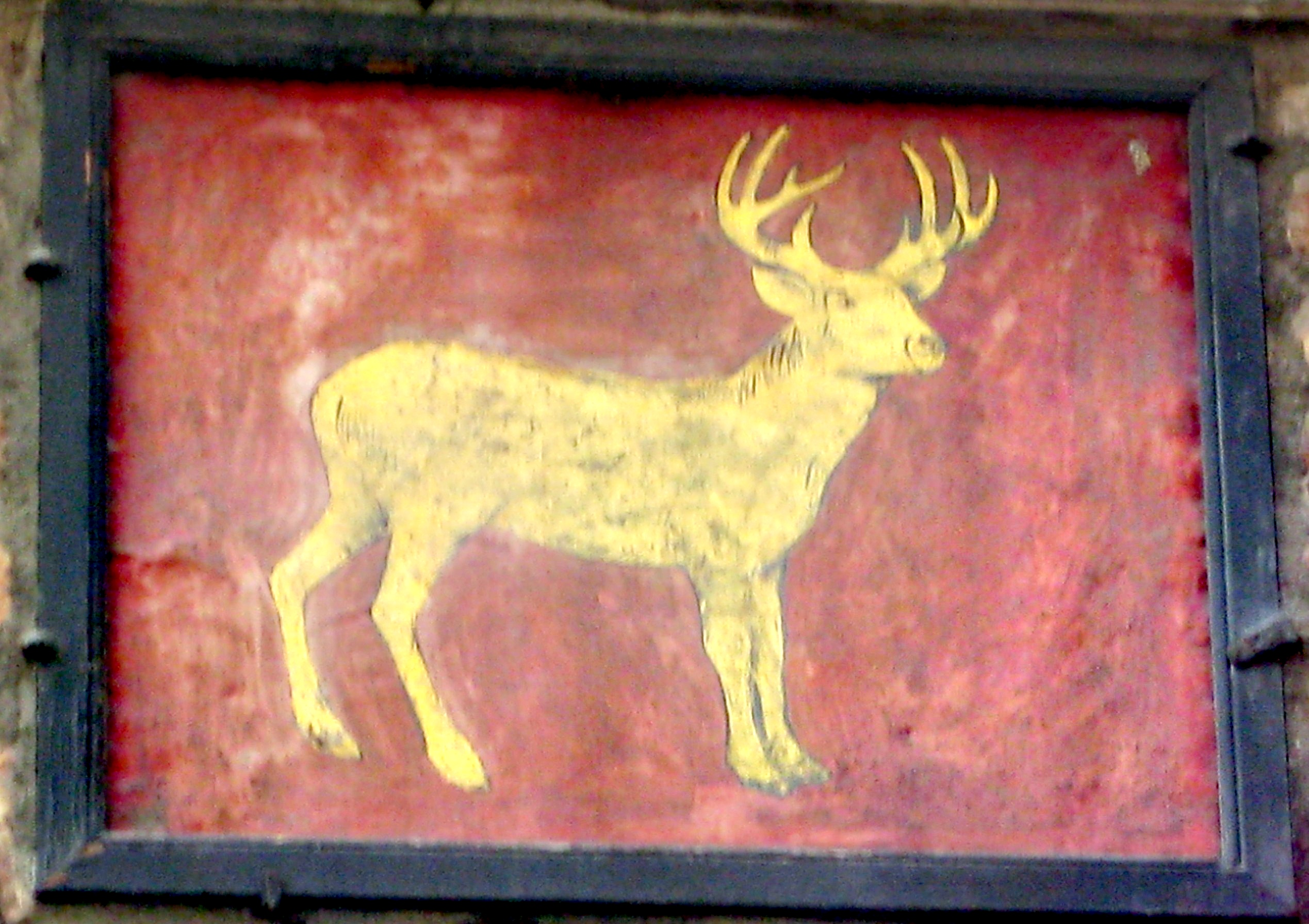
Namensgebender „Goldener Hirsch“

Das denkmalgeschützte Haus Mengstraße 25 liegt gegenüber dem neuen Schabbelhaus in der Łübecker Altstadt. Es trug früher den Namen Zum goldenen Hirschen. Das gotische Bürgerhaus ist im Frühjahr 1963 von der Kaufmannschaft zu Lübeck erworben worden.

## Geschichte
Hinter dem frühgotischen Giebel mit Fenstern aus dem 17. Jahrhundert und der mit barocken Beschlägen verzierten Tür war das Haus jahrzehntelang dem Verfall preisgegeben, und es war nicht mehr zu erkennen, dass es einst einer Patrizierfamilie als Wohn- und Handelshaus diente. Es sollte zum Haus der Kaufmannsjugend umgestaltet und somit einem neuen Zweck zugeführt werden. Seinem letzten Besitzer, Johann Hinrich Martens, diente es nur noch als Speicher und in seiner allerletzten Zeit war es die Auktionshalle der Gerichtsvollzieher. 1963 stellte es die Kaufmannschaft ihrer Jugend, die bisher in den Räumen der Gemeinnützigen untergebracht war, als Heim zur Verfügung.
Es sollte sich hierbei aber nicht ein Wohnheim, wie es zu jener Zeit das Wichernhaus in der Fischergrube war, werden. Es handelte sich mehr, der Geschichte dieser Vereinigung entsprechend, um ein Haus der Offenen Tür, ein Heim für Geselligkeit, Fortbildung und Vortragsabende.

## Baubeschreibung
Erstmals wurde das Gebäude 1299 erwähnt.
Eine umfassende Instandsetzung erfuhr das gotische Giebelhaus aus dem 14. Jahrhundert. Am alten äußeren Sims traf, wie man noch heute sieht, die Renaissance auf die Gotik. Der stehengebliebene Teil wurde unterfangen und das Untergeschoss im neuen Stil aufgemauert. Der Sims überspannte die alte Diele und diese wurde nicht erhöht. Es konnte kein Zwischengeschoss eingefügt werden.
Die ursprüngliche Giebelgliederung ist paarweise spitzbogig mit geschlossenen Luken bzw. Blendnischen angeordnet und wurde etwa 1500 durch den Einbau flachbogiger Luken und eine Höherführung der Staffeln verändert.
Die Kaufmannschaft zu Lübeck erwarb das Gebäude 1963, um es nach einem durchgreifenden Umbau für die Zwecke des Kaufmännischen Lehrlingsheimes zur Verfügung zu stellen.
Die Hoffront war nach einer früheren Beseitigung des Flügels entstellt. Sie wurde abgetragen und neu aufgerichtet. Der Architekt Karl Horenburg richtete in den oberen Geschossen Klubräume ein und stattete die große Diele mit ihrer Holzbalkendecke (Balkenlänge 3,90 m, Raumlänge 5,50 m) zu Vortragszwecken als Veranstaltungsraum aus. Die drei an der Westwand der Diele befindlichen Stuckreliefs aus dem Jahre 1643, die in medaillonartiger Rahmung die Elemente Erde, Luft und Feuer darstellen – das Relief mit dem Element Wasser muss schon in früherer Zeiten abgeschlagen worden sein –, wurden durch den Bildhauer Otto Mantzel restauriert.
Offiziell ist das Gebäude am 4. November 1966 als Haus der Kaufmannsjugend seiner Bestimmung übergeben und durch sinnvolle Verwendung nunmehr in seiner weiteren Erhaltung gesichert worden.

## Schutzumfang
Denkmalgeschützt sind das Äußere des Gebäudes, hierbei insbesondere die Fassade zur Mengstraße mit der alten Rokoko-Tür samt Oberlicht von 1750, ferner im Inneren die drei Stuckreliefs und die fünf Balken, die eine Decke mit einer Balkenlänge von 3,90 m und einer Raumlänge von 5,50 m überspannen, mit Beschlagwerk und Flechtband.

### Balken
Auf den Seiten in je fünf Abschnitten jeweils symmetrisches hellgraues Beschlagwerk auf rotem Grund, in der Mitte eine vierblättrige graue Blüte bzw. ein hellgrauer Diamantquader im regelmäßigen Wechsel, ebenso regelmäßig im Wechsel der Rapport der Abschnitte auf den Balken: drei Blüten und zwei Diamantquader oder zwei Blüten und drei Diamantquader.
Die Balkenunterseiten tragen einfaches, aus zwei sich durchschlingenden, endlosen Streifen gebildetes graues Flechtband mit Licht- und Schattenstrichen an den Seiten auf rotem Grund. Die Balkenkanten sind grau.
Die fünf Flächen tragen zum Teil ein Rankenmotiv und sind ansonsten einfarbig. Die fragmentarisch erhaltene Holzmalerei wird auf die Jahre von 1585 bis 1599 datiert.

### Reliefs
Bei der Restauration wurden 1966 an der Westwand der Diele des Vorderhauses Gipsreliefs mit Allegorie der Vier Elemente in Kartuschen mit Fruchtbündeln aus dem Jahr 1643 entdeckt (v. l. n. r.):
1. Element Erde: (nicht mehr erhalten)
2. Element Wasser: Eine unbekleidete Frau schüttet aus einem Tritonshorn Wasser in eine Muschelschale und hat auf dem Kopf statt Haaren Schilf. Links von ihr wird Schilf dargestellt und die rechte Darstellung fehlt.
3. Element Luft: Ein auf Wolken sitzender Mann hat auf dem Kopf statt Haaren Federn. Auf seiner ausgestreckten rechten Hand eine ein Schild symbolisierende Eidechse.
4. Element Feuer: Ein Mann hat auf dem Kopf statt Haaren Flammen. Er schlägt auf geschlagenen Baumstämmen sitzend mit einem Feuerstein Funken. Rechts von ihm ist ein Basilisk und links ein Blasebalg. Ein Kessel ist an einer Stange über einem Feuer aufgehängt. Die Stange trägt die Inschrift: „A O 1643“ und der Feuerstein ein Handwerkerzeichen.

Fruchtbündel mit geringfügig variierten Symbolen der vier Elemente – die Öllampe für das Feuer, der geflügelte Engelkopf für die Luft, die Früchte, Blüten und Blätter für die Erde und der Fisch für das Wasser – befinden sich zwischen den Medaillons.
Da die Reliefs stark einer Stichfolge von Adriaen Collaert (1560–1618) ähneln, wird davon ausgegangen, dass sie oder Nachstiche als Vorbild gedient haben.